# Legislația privind gestionarea deșeurilor
Legislația privind gestionarea deșeurilor reglementează transportul, tratarea, depozitarea și eliminarea tuturor tipurilor de deșeuri, inclusiv a deșeurilor municipale solide, a deșeurilor periculoase și a deșeurilor nucleare, printre multe alte tipuri de deșeuri. Legislația privind deșeurile este, în general, concepută pentru a reduce la minimum sau a elimina dispersarea necontrolată a deșeurilor în mediu. Atunci când nu sunt reglementate, aceste dispersări pot provoca daune ecologice sau biologice. Majoritatea legilor privind gestionarea deșeurilor sunt concepute pentru a reduce generarea de deșeuri și pentru a promova sau a impune reciclarea deșeurilor. Legislația privind gestionarea deșeurilor reglementează, de asemenea, eliminarea deșeurilor organice, inclusiv compostarea, care este din ce în ce mai mult recunoscută ca o alternativă mai sustenabilă la depozitarea deșeurilor și incinerare. Eforturile de reglementare includ clasificarea tipurilor de deșeuri, stabilirea de standarde pentru transport, tratare, depozitare și eliminare, precum și instituirea de mecanisme de aplicare a legii.

## Istoric
Legislația privind gestionarea deșeurilor a apărut în secolul al XIX-lea ca răspuns la nevoia unor măsuri de sănătate publică care să adreseze salubritatea și prevenirea bolilor în orașele în dezvoltare. Până la mijlocul secolului al XX-lea, industrializarea și noile fluxuri de deșeuri, precum deșeurile periculoase și electronice, au determinat reglementări mai cuprinzătoare, inclusiv Legea americană privind conservarea și recuperarea resurselor (RCRA) din 1976 și Directiva-cadru privind deșeurile a UE. Acorduri internaționale precum Convenția de la Basel(1989) au abordat în continuare preocupările globale legate de comerțul cu deșeuri periculoase. În anii 2020 legile privind deșeurile se concentrează din ce în ce mai mult pe reciclare, compostare și obiective legate de climă, cum ar fi reducerea emisiilor provenite din depozitele de deșeuri și promovarea economiilor circulare.

## Determinarea deșeurilor
Determinarea deșeurilor este procesul de clasificare a unui anumit material drept „deșeu” supus reglementării. Clasificarea poate fi complexă. Un exeplu în acest sens este determinarea dacă un material se califică drept „deșeu periculos” în conformitate cu Legea americană privind conservarea și recuperarea resurselor.
Determinarea dacă un material se califică drept un anumit tip de deșeu influențează modul în care acesta trebuie gestionat în viitor. De exemplu, în Statele Unite, deșeurile municipale solide nepericuloase pot fi trimise la o groapă de gunoi, în timp ce uleiul de motor uzat este clasificat ca fiind periculos și nu poate fi trimis la gropile de gunoi. Acest ulei este supus unor cerințe mai stricte de manipulare, depozitare, tratare și eliminare. În Regatul Unit, guvernul oferă îndrumări tehnice privind evaluarea și clasificarea deșeurilor prin intermediul unui manual de referință, cunoscut sub numele de WM3, care acoperă toate clasificările deșeurilor din Regatul Unit.
Multe alte deșeuri pot avea propriile definiții și cerințe specifice de manipulare. Deșeurile electronice (e-waste), care includ computere, telefoane și baterii aruncate, sunt reglementate separat în mai multe jurisdicții din cauza prezenței în ele a metalelor grele toxice. În mod similar, deșeurile alimentare sunt clasificate din ce în ce mai mult în conformitate cu reglementările privind deșeurile organice, unele regiuni stimulând sau impunând devierea lor de la gropile de gunoi prin compostare și digestie anaerobă (DA). În fiecare caz poate fi identificat un „flux de deșeuri” - deșeurile sunt generate atunci când un element util anterior este aruncat sau abandonat și apoi trece prin diverse procese de tratare, reciclare și depozitare înainte de a ajunge la locul de eliminare finală.

## Standarde de eliminare
Standardele de eliminare reglementează admisibilitatea, metodele și locurile de eliminare a deșeurilor. Aceste standarde sunt concepute pentru a proteja sănătatea umană, bunăstarea și valorile de mediu. Sunt utilizate diverse metode pentru a controla eliminarea deșeurilor.
Eliminarea deșeurilor poate fi restricționată în întregime prin intermediul unei interdicții de eliminare. Cel mai comun și mai răspândit exemplu în acest sens este interdicția de a arunca gunoiul. În jurisdicțiile în care este autorizat un anumit loc sau sistem de colectare a gunoiului, depozitarea gunoiului în orice alt loc poate duce la sancțiuni civile sau penale. Interdicții mai specifice de eliminare - de la interzicerea turnării vopselei în canalizare până la desemnarea depozitelor naționale de deșeuri radioactive - reglementează eliminarea finală a diferitelor tipuri de deșeuri. În plus, unele deșeuri trebuie separate pentru reciclare, mai degrabă decât pentru eliminare. Aceste interdicții sunt, în general, condiționate, deoarece, de obicei, nu interzic complet eliminarea materialelor, ci reglementează locul și modul în care acestea pot fi aruncate.
Eliminarea deșeurilor poate fi, de asemenea, restricționată condiționat, prin impunerea ca deșeurile să fie supuse unui tratament specific înainte de a putea fi eliminate într-o anumită locație. Un astfel de program este Restricțiile privind eliminarea deșeurilor pe terenuri ale Agenției pentru Protecția Mediului din Statele Unite, în temeiul Subtitlului C din Programul de gestionare a deșeurilor periculoase din Legea privind conservarea și recuperarea resurselor. Aceste reguli interzic eliminarea pe uscat (în principal în gropile de gunoi) a deșeurilor periculoase fără o tratare prealabilă aprobată.
„Interdicția de eliminare” prevede că deșeurile periculoase nu pot fi eliminate pe uscat până când nu au fost tratate pentru a îndeplini anumite caracteristici, cum ar fi niveluri acceptabile de inflamabilitate, corozivitate, reactivitate și toxicitate, sau până când nu au fost supuse unei metode de tratare aprobate. „Interdicția de diluare” interzice adăugarea unor cantități mari de apă, sol sau deșeuri nepericuloase la o încărcătură de deșeuri periculoase ca mijloc de evitare a tratării necesare. „Interdicția de depozitare” permite depozitarea deșeurilor doar în scopul acumulării lor în vederea tratării, mai degrabă decât depozitarea lor pe termen nelimitat pentru a evita cerințele de tratare.
De asemenea, pot fi stabilite standarde specifice pentru construirea și exploatarea instalațiilor de eliminare a deșeurilor. De exemplu, depozitele de deșeuri pot fi obligate să:
- Respecte restricțiile de locație pentru a evita faliile geologice sau zonele umede
- Instaleze sisteme de căptușeală și colectare pentru a minimiza contaminarea apelor subterane cauzată de levigat.
- Implementeze politici operaționale pentru a reduce la minimum praful și alți contaminanți
- Instaleze sisteme de eliminare sau colectare a metanului pentru a gestiona gazele de depozit
- Acopere și să închise corespunzător depozitele la scoaterea acestora din funcțiune
- Opereze sistemele de monitorizare a mediului pentru a asigura conformitatea continuă.[17]

## Impactul asupra mediului al legilor privind gestionarea deșeurilor
Legislația privind gestionarea deșeurilor joacă un rol esențial în reducerea impactului negativ asupra mediului cauzat de manipularea și eliminarea necorespunzătoare a deșeurilor. Aceste legi sunt concepute astfel încât să asigure că deșeurile sunt gestionate corespunzător, reciclate și reutilizate și, în final, eliminate. De asemenea, acestea reduc la minimum impactul negativ asupra sănătății umane și a sustenabilității generale prin:

### Prevenirea poluării
- Poluarea aerului: Eliminarea necorespunzătoare a deșeurilor, în special în gropile de gunoi deschise sau în gropile de gunoi gestionate necorespunzător, poate duce la eliberarea de gaze nocive precum metanul, dioxidul de carbon și compușii organici volatili(COV). Metanul, unul dintre cele mai puternice gaze cu efect de seră, este adesea eliberat din deșeurile organice care se descompun anaerob în gropile de gunoi. Legislația privind gestionarea deșeurilor, cum ar fi cele care impun sisteme de colectare a gazelor de depozit sau tehnologiile de valorificare energetică a deșeurilor, ajută la atenuarea acestor emisii și la reducerea poluării aerului.[19]
- Poluarea apei: Levigatul, un lichid care se formează atunci când apa se descompune, poate contamina sursele de apă dacă nu este reținut corespunzător. Legislația și reglementările privind gestionarea deșeurilor care impun căptușirea depozitelor și sisteme de colectare a levigatului previn scurgerea substanțelor toxice în râuri, lacuri și apele subterane. Legea privind apa curată din SUA, de exemplu, include o serie de prevederi pentru reglementarea deversării poluanților din instalațiile de eliminare a deșeurilor în sistemele de apă.[20]
- Poluarea solului : Substanțele chimice periculoase, precum metalele grele, bifenilii policlorurați (PCB) și poluanții organici persistenți (POP), se pot infiltra în sol din depozitele de deșeuri gestionate necorespunzător.[21] Legile care reglementează eliminarea deșeurilor periculoase și impun tratarea și depozitarea în siguranță previn o astfel de contaminare. Legea privind conservarea și recuperarea resurselor (RCRA) din SUA stabilește astfel de standarde pentru eliminarea deșeurilor periculoase, asigurându-se că acestea nu contaminează solul.[22]

### Protecția ecologică și a biodiversității
Eliminarea necorespunzătoare a deșeurilor, cum ar fi aruncarea deșeurilor și depozitarea ilegală a acestora, poate distruge habitatele animalelor și plantelor și poate polua ecosistemele. De exemplu, se știe că materialele plastice dăunează faunei sălbatice, ducând adesea la ingerarea lor, ceea ce poate provoca răni sau chiar deces. Convenția de la Basel privind controlul mișcărilor transfrontaliere ale deșeurilor periculoase urmărește protejarea mediului și sănătatea umană de efectele eliminării deșeurilor periculoase, inclusiv de riscurile pentru biodiversitate. Multe legi privind gestionarea deșeurilor includ, de asemenea, prevederi pentru evaluările impactului asupra mediului (EIA), care sunt concepute pentru a evalua potențialele consecințe asupra mediului ale activităților de gestionare a deșeurilor. Acestea au rolul de a se asigura că operațiunile nu afectează negativ viața sălbatică locală.

### Atenuarea schimbărilor climatice
Legislația privind gestionarea deșeurilor poate avea un impact direct asupra eforturilor de combatere a schimbărilor climatice. Prin reducerea cantității de deșeuri trimise la gropile de gunoi și prin promovarea și stimularea inițiativelor de reciclare și compostare, aceste legi contribuie la reducerea gazelor cu efect de seră emise de gropile de gunoi. În plus, legile care promovează aceste inițiative reduc nevoia de materii prime, ceea ce, la rândul său, reduce emisiile asociate cu extracția și prelucrarea acestor materiale. Legile care promovează utilizarea sistemelor de valorificare energetică a deșeurilor (WTE), cum ar fi cele din multe țări europene, transformă deșeurile solide municipale în electricitate sau căldură, contribuind la reducerea dependenței de combustibilii fosili. Acest lucru poate contribui direct la regulile de reducere a emisiilor de carbon.

### Beneficii pentru sănătatea publică
Deșeurile nereglementate pot duce la o varietate de probleme de sănătate publică, inclusiv răspândirea bolilor prin apa contaminată și inhalarea de vapori toxici proveniți de la depozitele de deșeuri gestionate necorespunzător. Multe legi privind gestionarea deșeurilor se concentrează în mod specific pe reglementarea depozitării și eliminării deșeurilor medicale. De exemplu, Legea privind urmărirea deșeurilor medicale din SUA garantează că deșeurile medicale sunt gestionate în siguranță pentru a preveni răspândirea infecțiilor și a bolilor. Multe legi impun, de asemenea, eliminarea și tratarea în siguranță a deșeurilor periculoase, care pot fi extrem de dăunătoare sănătății umane. Aceste legi protejează comunitățile de expunerea la toxine dăunătoare, reducând probabilitatea apariției leziunilor neurologice și a cancerului asociate cu contaminarea cu deșeuri.

## În întreaga lume

### Drept internațional
Dreptul internațional include acorduri referitoare la transportul internațional și eliminarea deșeurilor. Aceste acorduri stabilesc reglementări de bază pentru manipularea și transferul internațional al deșeurilor, influențând politicile naționale privind deșeurile și măsurile de aplicare a acestora.
- Convenția privind răspunderea civilă pentru prejudiciile cauzate în timpul transportului rutier, feroviar și pe vasele de navigație interioară al mărfurilor periculoase (CRTD), Geneva, 1989
- Convenția privind controlul transportului transfrontalier de deșeuri periculoase și eliminarea acestora, Basel, 1989
- Convenția privind interzicerea importului în Africa și controlul transportului transfrontalier și gestionarea deșeurilor periculoase în Africa, Bamako, 1991
- Convenția privind procedura de consimțământ prealabil în cunoștință de cauză pentru anumite produse chimice și pesticide periculoase în comerțul internațional, Rotterdam, 1998
- Convenția privind efectele transfrontaliere ale accidentelor industriale, Helsinki, 1992
- Acordul european privind transportul internațional de mărfuri periculoase pe căile navigabile interioare (AND), Geneva, 2000
- Acordul european privind transportul rutier internațional al mărfurilor periculoase (ADR), Geneva, 1957
- Codul internațional de conduită al FAO privind distribuirea și utilizarea pesticidelor, Roma, 1985
- Convenția de la Minamata privind mercurul, Minamata, 2013
- Convenția de la Stockholm privind poluanții organici persistenți, Stockholm, 2001
- Convenția privind interzicerea importului de deșeuri periculoase și radioactive în țările insulare din Forum și controlul circulației transfrontaliere și al gestionării deșeurilor periculoase în regiunea Pacificului de Sud, Waigani, 1995

### China
- RoHS din China
- Legea privind prevenirea poluării mediului cu deșeuri solide (2020) [30]
- Legea privind promovarea producției mai curate (2003) [31]
- Legea privind promovarea economiei circulare (2018) [32]

### India
- Legea privind protecția mediului (1986) [33]
- Reguli privind gestionarea deșeurilor solide (2016) [34]
- Reguli privind deșeurile periculoase și alte deșeuri (gestionarea și circulația transfrontalieră) (2016) [34]
- Regulile privind gestionarea deșeurilor de plastic (2016) [34]
- Reguli privind deșeurile municipale și solide (gestionarea și manipularea) (2000) [33]
- Regulile privind gestionarea deșeurilor biomedicale (2016) [34]
- Misiunea Swachh Bharat (2014) [35]

### Uniunea Europeană
- Directiva privind bateriile
- Directiva privind depozitele de produse alimentare
- Directiva-cadru privind deșeurile (revizuită, 20 octombrie 2008)
- Directiva privind incinerarea deșeurilor
- Directiva DEEE
- Regulamentul privind deșeurile periculoase (2005), revizuit în 2009
- Reguli privind transferurile de deșeuri (2024)[36]

### Regatul Unit
Legislația britanică privind deșeurile este derivată în principal din guvernanța UE și transpusă în legislația britanică prin intermediul instrumentelor statutare .
- Regulamentul privind subprodusele de origine animală (ABPR)
- Cea mai bună opțiune practică din punct de vedere al mediului (BPEO)
- Certificat de competență tehnică (COTC)
- Legea privind controlul poluării
- Legea mediului din 1995
- Evaluarea impactului asupra mediului
- Legea privind protecția mediului din 1990
- Schema de comercializare a certificatelor de depozitare a deșeurilor (LATS)
- Depozit de deșeuri în Regatul Unit
- Taxă de depozitare a depozitelor de produse
- Reglementări privind taxa de depozitare a depozitelor de produse
- Obiective legale de reciclare
- Regulamentul privind deșeurile (Anglia și Țara Galilor) din 2011 , astfel cum a fost modificat în 2012 [37] care transpune Directiva-cadru privind deșeurile în legislația Regatului Unit
- Regulamentul privind licențele pentru gestionarea deșeurilor

Instalațiile de gestionare a deșeurilor din Regatul Unit trebuie să se înregistreze pentru unul sau mai multe dintre cele 28 de permise standard sau să solicite o scutire de la licențiere. Persoanele fizice sau juridice care transportă deșeuri sunt obligate să obțină o autorizație de transportator de deșeuri. În plus, producătorii de deșeuri periculoase trebuie să se înregistreze ca producători de deșeuri periculoase dacă generează mai mult de 500 de kilograme pe an.
Regulamentele din 2011 au fost modificate în 2012 în urma unor reclamații în justiție formulate de Campania pentru Reciclare Reală, care a susținut că directiva nu a fost transpusă corespunzător în legislația Angliei și Țării Galilor. La 6 martie 2013, judecătorul Hickinbottom a decis că regulamentele modificate din 2012 au îndeplinit cu succes cerințele Directivei-cadru revizuite privind deșeurile a Comisiei Europene.
Acordul comercial și de cooperare UE-Regatul Unit din 2020 include „angajamente reciproce” ale ambelor părți de a „nu reduce nivelul de protecție a mediului sau a climei sau de a nu aplica legile lor într-un mod care are un efect asupra comerțului”. Aceste angajamente se extind la legile referitoare la gestionarea deșeurilor.

### România
Legislația privind gestionarea deșeurilor în România este aliniată la directivele Uniunii Europene și urmărește implementarea principiilor economiei circulare, reducerea poluării și protejarea sănătății publice.
- Legea nr. 211/2011 transpunea cerintele Directivei 2008/98/CE privind deșeurile; în condițiile apariției Directivei (UE) 2018/851 a Parlamentului European și a Consiliului de modificare a Directivei 2008/98/CE[41]
- Ordonanța de urgență nr. 92/2021 privind regimul deșeurilor și gestionarea acestora[42]
- Legea nr. 249/2015 privind ambalajele și deșeurile de ambalaje[43]
- Legea nr. 127/2024 privind echipamentele electrice și electronice uzate (DEEE)[44]
- Hotărârea de Guvern nr. 640/2022 care stabilește metodologia de calcul a tarifelor de salubritate și promovează sisteme bazate pe performanță[45]

### Statele Unite
- Legea privind conservarea și recuperarea resurselor (RCRA) – Unul dintre principalele acte legislative privind deșeurile solide municipale, deșeurile periculoase și problemele de eliminare.
- Legea cuprinzătoare privind răspunsul, compensarea și răspunderea în materie de mediu (CERCLA) „Superfund”
- Legea privind urmărirea deșeurilor medicale
- Legea Națională privind Politica de Mediu (NEPA) – a înființat Agenția pentru Protecția Mediului și a stabilit cerințe pentru Raportarea Impactului asupra Mediului pentru diferite tipuri de dezvoltări.

Organismele de reglementare din SUA includ:
- Agenția pentru Protecția Mediului din Statele Unite (EPA) - reglementează generarea și eliminarea deșeurilor periculoase
- Departamentul Transporturilor al Statelor Unite (DOT) - reglementează transportul deșeurilor periculoase
- Comisia de Reglementare Nucleară (NRC) - reglementează deșeurile nucleare

Pe lângă legile care implementează sau promovează porțiuni din legile SUA, unele state americane au adoptat legi notabile privind alte subiecte legate de deșeuri și mediu.
- Propunerea 65 din California „Legea din 1986 privind siguranța apei potabile și aplicarea substanțelor toxice” - o inițiativă din California din 1986 care interzice deversarea substanțelor toxice în sursele de apă potabilă
- Legea privind reciclarea deșeurilor electronice - o lege din California din 2003 privind eliminarea deșeurilor electronice de consum